# Garde palatine
Le Garde palatine (Guardia Palatina d'Onore) était une unité militaire d'infanterie des États pontificaux, créée par le pape Pie IX en 1850, par la fusion des deux corps armés préexistants. Elle a participé à plusieurs opérations militaires, notamment la défense de Rome en 1870. Elle a été dissoute par le pape Paul VI en 1970.

## Histoire

Garde palatin début XXe siècle

La Garde palatine fut créée par la fusion de la Garde civique choisie, également connue sous le nom de grenadiers, et de la Milice urbaine du peuple de Rome. Le corps participait à la surveillance de Rome. Elle prit part à différentes batailles, dont la défense de Rome contre les soldats du Piémont.
Après 1870 et le Risorgimento, la Garde fut confinée au Vatican, où elle assurait un service d'antichambre, de garde et de parade. On pouvait encore la voir quand le pape se trouvait place Saint-Pierre, ou lorsqu'un chef d'État se rendait au Vatican. Elle exécutait notamment les hymnes nationaux à cette occasion.
Ce corps était formé par des volontaires qui n'étaient pas soldés mais recevaient des indemnités pour remplacer ou réparer leur uniforme.
Hommes de troupes et officiers portaient une tunique bleue et un képi à plumet.
La garde palatine cessa d'exister le 14 septembre 1970 avec la lettre de Paul VI portant suppression de tous les corps militaires du Vatican, à l'exception de la Garde suisse pontificale.

## Commandants
- Guglielmi d'Antognolla (it) (1842-1877)
- Giovanni Lepri (it) (1878-1883)
- Antonio Spreca (1884-1886)
- Fortunato Crostarosa (it) (1887-1903)
- Camillo Pecci (it) (1903-1912)
- Giovanni Battista Di Pietro (1912-1916)
- Mario di Carpegna (1916-1919)
- Odoardo Tabanelli (1919-1929)
- Enrico Vuillemenot (1931-1937)
- Francesco Cantuti Castelvetri (it) (1937-1970)

## Héritage: l'association Saints-Pierre-et-Paul

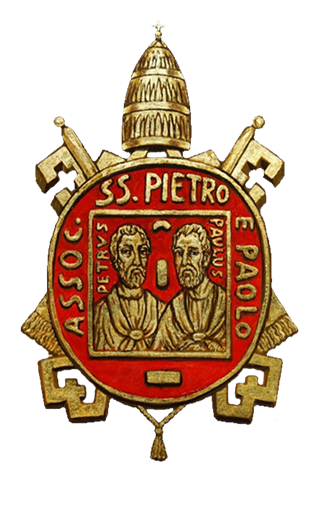
Insigne de l'association Saints-Pierre-et-Paul

L'héritage de la Garde palatine a été recueilli par l'Association des Saints Pierre et Paul.
Le 24 avril 1971, le cardinal Jean-Marie Villot, secrétaire d'État, annonce que Paul VI a approuvé les statuts de l'association ; le Pape souhaite, ainsi, que les caractéristiques spécifiques et exemplaires de la Garde palatine soient « conservées, vivifiées, enrichies, adaptées et développées » par l'association, comme l'a rappelé Jean-Paul II à l'occasion du dixième anniversaire de la création de l'association.
Fondée pour « recueillir l'héritage des idéaux de la Garde Palatine d'Honneur de Sa Sainteté », l'association est composée de catholiques résidant à Rome ou dans la Cité du Vatican, désireux de témoigner particulièrement de la vie chrétienne, de l'apostolat et de la fidélité au Siège Apostolique, à travers les activités prévues par le présent Statut.
L'association dépend directement de la Secrétairerie d'État, en tant qu'association de fidèles, selon les dispositions du Code de droit canonique. Elle a son siège au Palais apostolique, dans une partie du quartier historique de la Garde palatine, à laquelle on accède depuis la cour Saint-Damase.